# Fondateur (organisation)
Pour les articles homonymes, voir Fondateur.
Le fondateur d'une organisation est la personne qui a entrepris tout ou partie de la création de celle-ci. Lorsqu'il y a plusieurs fondateurs, on parle de cofondateurs. Le fait que l’organisation soit ou non formelle n'entre pas en considération, ça peut donc être une entreprise, un ordre religieux, d'une organisation caritative, d'un organe directeur, d'une école, d'un groupe d’artistes ou de tout autre type d'organisation. 

## Rôle
Le rôle du fondateur est généralement de proposer une idée innovante, de mobiliser les énergies pour créer la nouvelle organisation et en particulier de la diriger. Mais aussi très souvent d'incarner l'organisation, ce qui peut aller jusqu'à nommer l'organisation en fonction de son fondateur, par exemple pour les maisons de couture.

## Problèmes découlant du rôle
Des problèmes résultent du rôle du fondateur. Le fondateur d'une organisation peut être si étroitement identifié à cette organisation, ou si fortement impliqué dans ses opérations, que l'organisation peut avoir du mal à exister en son absence. « Un moyen pratique de faire face à une dépendance excessive à l'égard d'un fondateur est de répartir les tâches de gestion de manière que d'autres soient clairement responsables des opérations importantes. Si le fondateur fait partie du conseil d'administration de l'association, une partie de la solution consiste à s'assurer que le conseil est diversifié, équilibré et régulièrement infusé de sang neuf ».

## Source
- (en) Cet article est partiellement ou en totalité issu de l’article de Wikipédia en anglais intitulé « Organizational founder » (voir la liste des auteurs).